# Algimia de Almonacid
Algimia de Almonacid es un municipio de la Comunidad Valenciana, España. Situado en la provincia de Castellón y en la comarca del Alto Palancia. Está enclavado en la vertiente occidental de la Sierra de Espadán, ocupando parte del valle de Almonacid, al sur de la provincia de Castellón. Cuenta con una población de 258 habitantes (INE 2024). Se trata de un municipio hispanófono, en el que el español cuenta con el predominio lingüístico reconocido legalmente.

## Toponimia
El topónimo deriva del árabe الجامع (al-ǧāmiʿ), «la [mezquita] aljama». En valenciano se emplea Algímia d'Almonesir.

## Geografía
El término municipal de Algimia de Almonacid es muy escabroso, situándose en él las mayores alturas de la Sierra de Espadán, como son el pico de la Rápita con 1.106 m de altura y el Pico de Espadán con 1.083 m.

### Localidades limítrofes
Ahín, Alcudia de Veo, Almedíjar, Gaibiel, Matet y Vall de Almonacid todas ellas de la provincia de Castellón.

## Historia
No existe la confirmación de la existencia de un asentamiento romano en el término de Algimia de Almonacid, si bien la existencia de una inscripción romana en el camino que une esta localidad con Alcudia de Veo parece indicar la posibilidad de dicho asentamiento.
La actual población es de origen musulmán, siendo reconquistada por Jaime I en 1238 quien la donó el 22 de mayo del mismo año a Berenguer de Palou, obispo de Barcelona. Más adelante, la posesión llegó a manos de Sancha Ferrandis, como sucesora del primer dueño de la localidad, quien se casó con Jaime Pérez, hijo de Pedro IV, para el cual había creado el señorío de Segorbe por lo que ambos señoríos quedaron unidos. Dicha unión permaneció hasta 1430 debido a que Alfonso V se anexionó las posesiones de Fadrique, conde de Luna debido a su traición en la guerra que había mantenido contra Castilla. En 1437, el rey vendió el castillo de Almonecir a Vidal de Castellá.
Tras diversas herencias, el castillo de Almonacir recayó en manos de la casa ducal de Cardona, que estaba unida al ducado de Segorbe desde 1562. Aunque este hecho fue efímero debido a que el 8 de mayo de 1581 fue vendida a don Dionisio de Reus que la cedió a la condesa de Aranda.
Pero sin duda, el momento más importante de la historia de la localidad fue la revuelta de los moriscos del año 1610. Estas violentas luchas fueron provocadas con motivo la orden de expulsión de los moriscos decretada por la corona. Tras dichas expulsión la localidad fue repoblada por Pedro de Urrea con familias cristianas procedentes de Navarra y Puebla de Arenoso.

## Política
| Periodo   | Nombre                         | Partido   |
| --------- | ------------------------------ | --------- |
| 1979-1983 | José Mª Blay Pérez             | UCD       |
| 1983-1987 | Manuel Sebastián Granell       | PSPV-PSOE |
| 1987-1991 | Manuel Sebastián Granell       | PSPV-PSOE |
| 1991-1995 | Manuel Sebastián Granell       | PSPV-PSOE |
| 1995-1999 | Manuel Sebastián Granell       | PSPV-PSOE |
| 1999-2003 | Salvador Campos Nogueras       | PSPV-PSOE |
| 2003-2007 | Rafael Eduardo González Molina | PP        |
| 2007-2011 | Rafael Eduardo González Molina | PP        |
| 2011-2015 | Rafael Eduardo González Molina | PP        |
| 2015-2019 | Rafael Eduardo González Molina | PP        |
| 2019-2023 | Rafael Eduardo González Molina | PP        |
| 2023-act. | Jaime Santiago Pertegaz        | PP        |

## Demografía
Algimia de Almonacid cuenta con una población de 258 habitantes (INE 2024).
| Gráfica de evolución demográfica de Algimia de Almonacid entre 1842 y 2021                                          |
| |
| Población de derecho según los censos de población del INE Población de hecho según los censos de población del INE |

| 1900  | 1910  | 1920  | 1930  | 1940 | 1950 | 1960 | 1970 | 1981 | 1991 | 2000 | 2004 | 2005 | 2007 | 2019 |
| ----- | ----- | ----- | ----- | ---- | ---- | ---- | ---- | ---- | ---- | ---- | ---- | ---- | ---- | ---- |
| 1.191 | 1.196 | 1.022 | 1.009 | 850  | 835  | 665  | 537  | 418  | 318  | 278  | 269  | 282  | 303  | 263  |

## Economía
Basada tradicionalmente en la agricultura y la apicultura. Su producción agrícola se basa en productos de secano: aceitunas, algarrobas, almendras.
Existen industrias artesanales en madera de almez (objetos de decoración souvenirs, aperos de labranza).

## Monumentos

### Monumentos religiosos

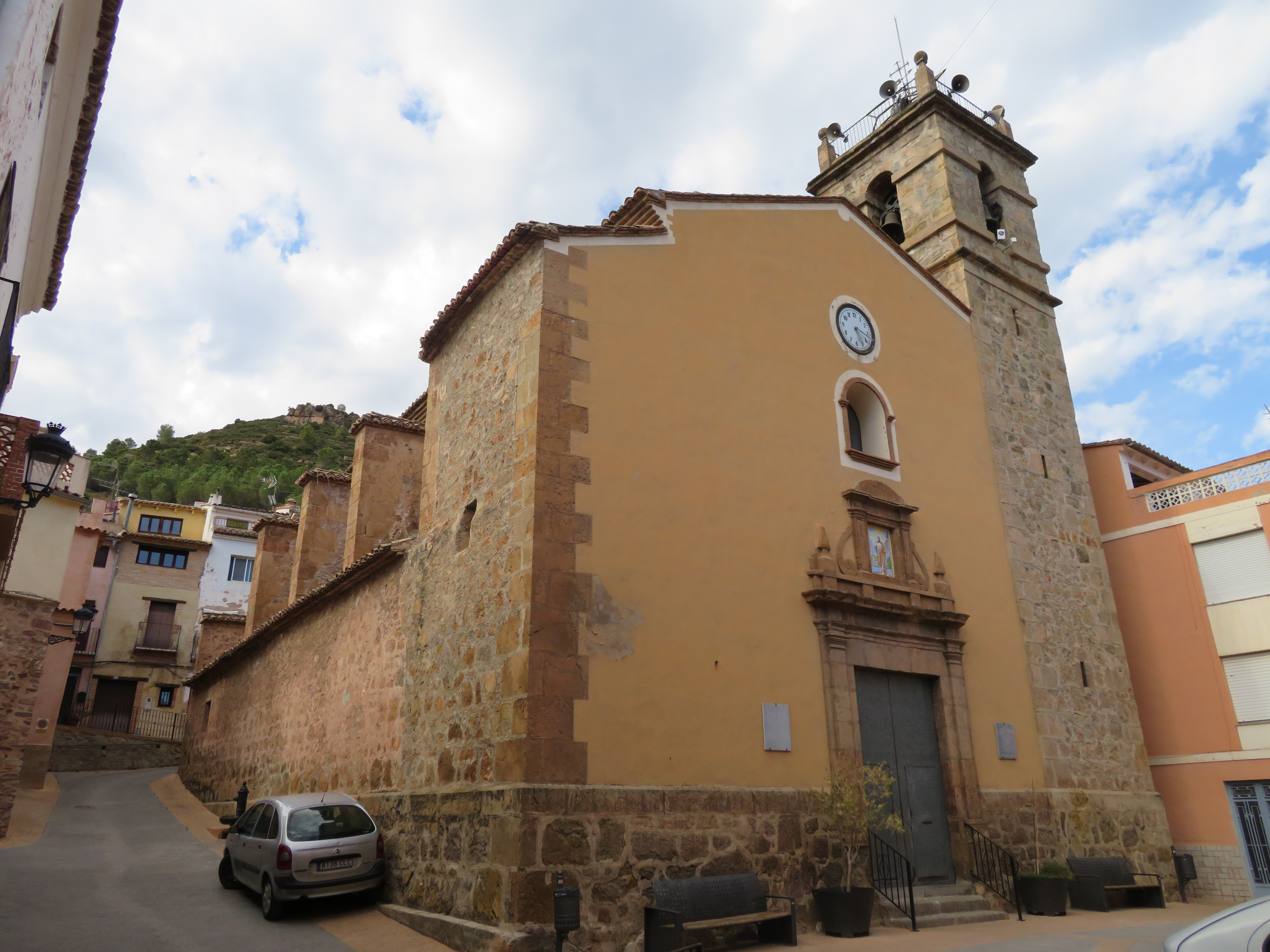
Iglesia Parroquial de San Juan Bautista de Algimia de Almonacid (Castellón, España).

- Iglesia Parroquial de San Juan Bautista de Algimia de Almonacid (Castellón, España).Iglesia Parroquial. Dedicada a San Juan Bautista.

- Ermita de la Cueva Santa. Sita en la partida de la Solana, frente al pueblo. Ermita.

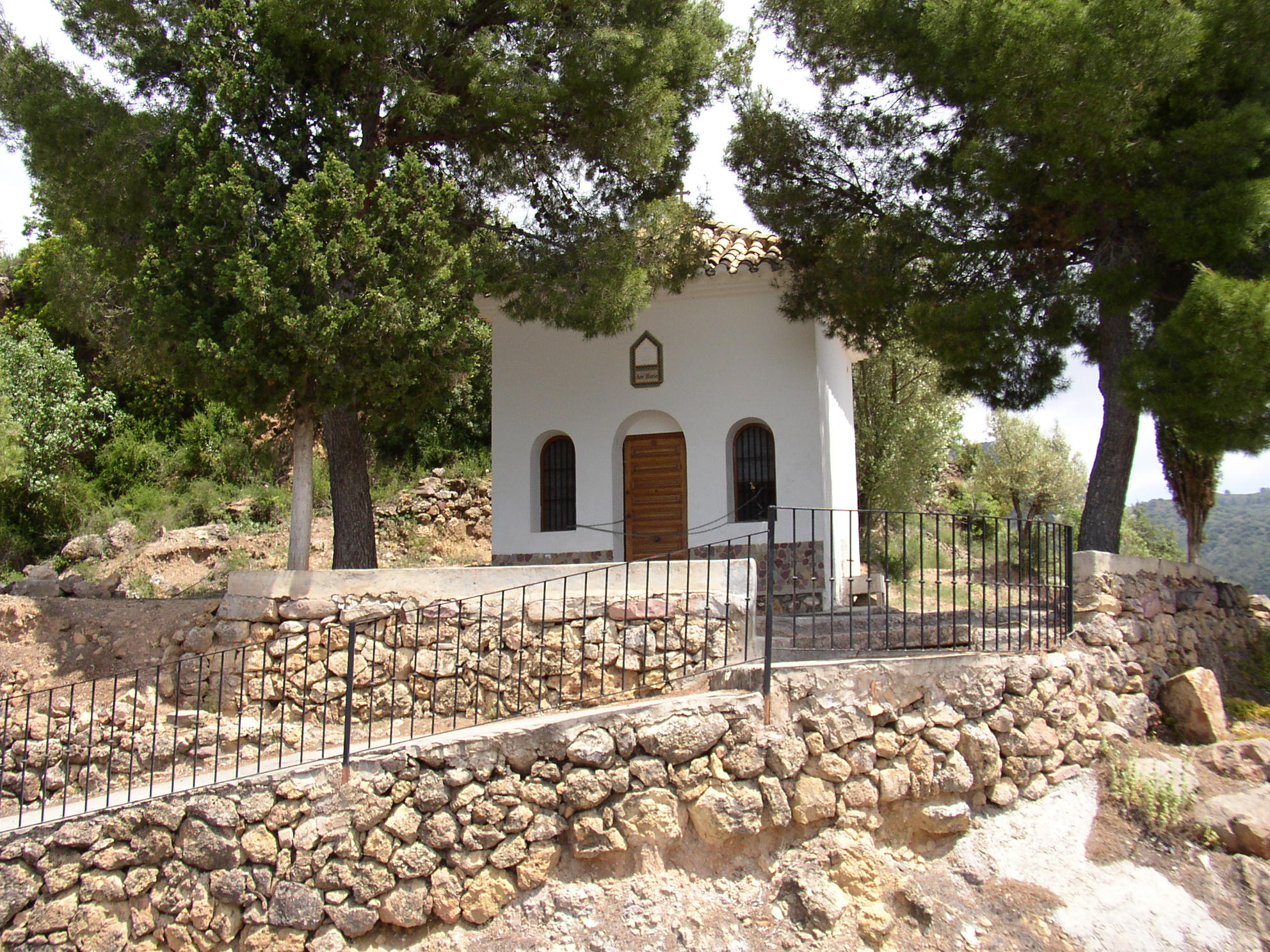
Ermita.

### Monumentos civiles
- Inscripción romana. Situada a unos 200 m de la Fuente de la Calzada sobre un saliente de piedra riva de unos 3 m de altura. Su traducción es: Camino Privado de Marco Baebio Severino.

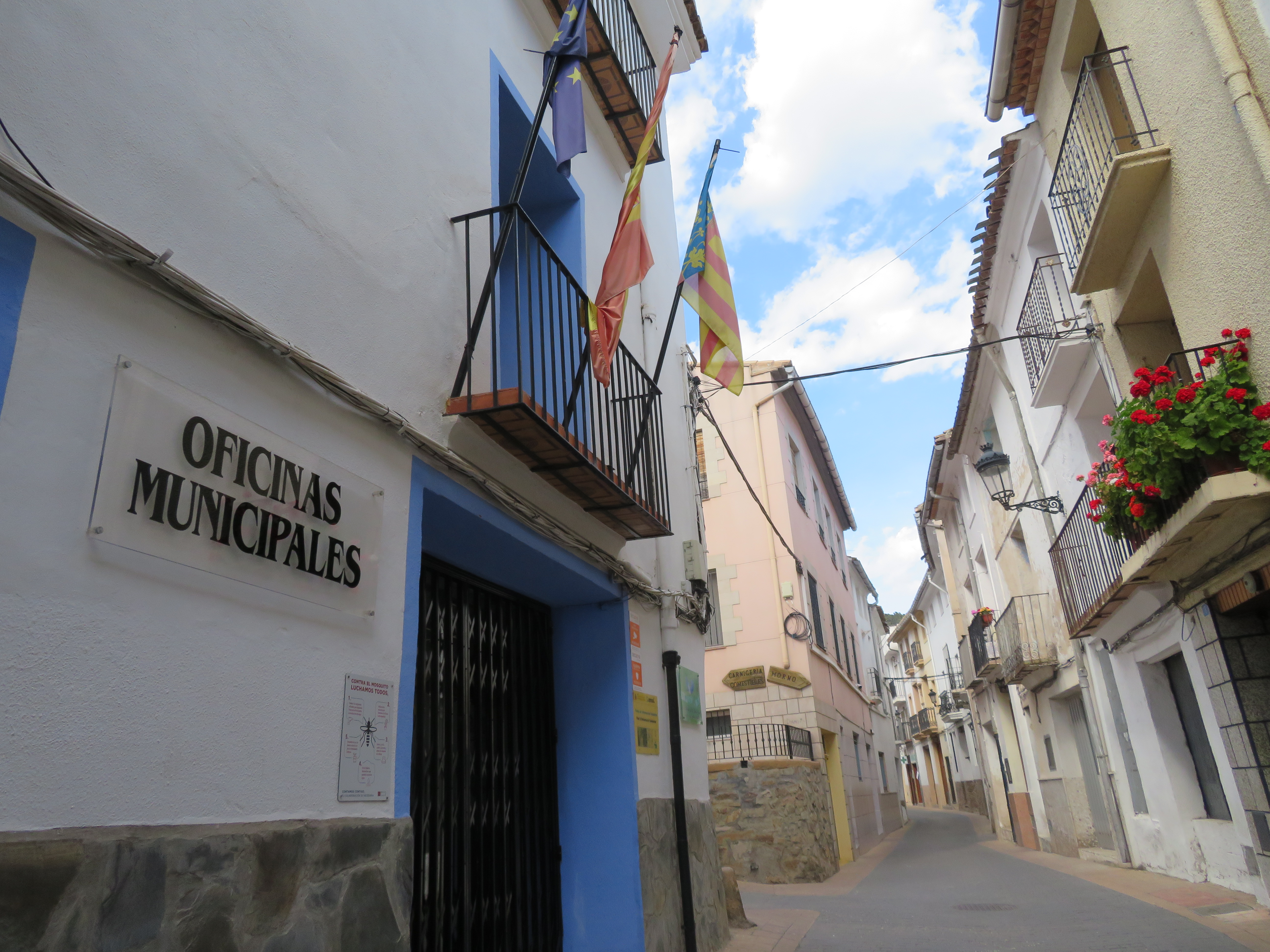
Ayuntamiento de Algimia de Almonacid.

- Ayuntamiento de Algimia de Almonacid.La torre de la Alfándiga Esta torre perteneciente al sistema de vigilancia del cercano castillo de Almonecir. Esta sólida torre es de planta cuadrada. En su estructura se aprecian restos de antiguas ventanas, disponiendo de un acceso principal careciendo, sin embargo, de cubierta superior. Se encuentra en muy mal estado de conservación a pesar de ser el único bien patrimonial declarado como BIC en todo el término municipal.

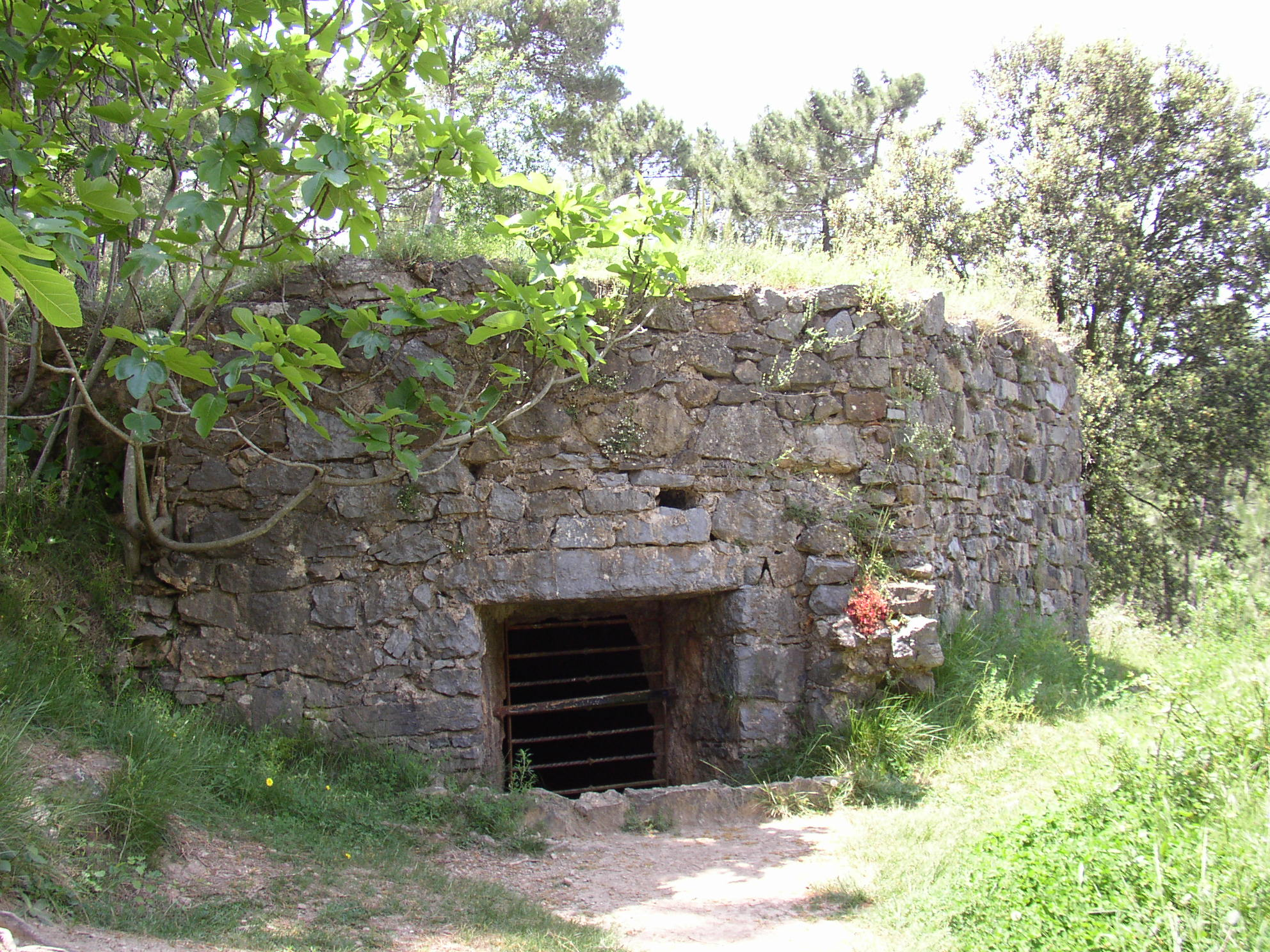
Nevera árabe

- Puentes de la Alfándiga. Uno de 7 ojos y otro de 2, que servían para conducir el agua de riego de un lado del barranco al otro.

- La nevera: Esta construcción era utilizada para almacenar la nieve caída durante el invierno con el objetivo de comercializarla en la cercana ciudad de Valencia.

## Fiestas
Las fiestas patronales se celebran en honor al Santísimo Cristo de la Sed a finales del mes de agosto.

## Lugares de interés
- Parque de Donace.
- Fuentes de Alcodori. Nace en la ladera del Pico de la Rápita a una altitud de 800 m.
- Alto de la Nevera. Construcción de cal y canto del siglo XVII aproximadamente, de estructura redonda con bóveda recientemente restaurada. Según su leyenda servía para almacenar la nieve, que trasladaban después a las grandes ciudades para luego ser utilizada en usos gastronómicos y medicinales.
- Cueva del Estuco. Maravilla de la naturaleza, digna de visitar. Situada entre el paraje de la Fuente de la Calzada y el Pico Espadán. Tiene una profundidad de 20 m. Dentro nos encontramos con una gran sala de estalagmitas y estalactitas una de ellas de 14 m., y con una pequeña sala denominada Sacristía de difícil accesibilidad. Se llega a esta cueva por el camino del Pico Espadán.
- Fuentes de la Calzada. Situada a 4 km de la población, en el paraje del mismo nombre con abundante agua y de buena calidad. Se ha acondicionado el lugar de forma que se puede disfrutar de: zona de acampada con servicios, paelleros, espacios de sombra, y fácil acceso.
- Fuente de la Parra. Se encuentra al mismo pie del Pico Espadán, rodeada de alcornoques y de una gran masa forestal.
- Fuente Donace. Sita dentro del casco de la población, de abundante manantial que abastece a dos fuentes públicas. Enclavada en el Complejo Polideportivo Municipal provisto de piscinas, frontón, campo de tenis, restaurante, paelleros públicos y una gran pinada con parque infantil
- Pico de Espadán. Con una altitud de 1.083 m. es un punto desde donde se puede contemplar la totalidad de la sierra Espadán y diversas zonas de la provincia. Su ascensión resulta fácil, pues la carretera llega hasta su falda.

## Accesos
La manera más sencilla de llegar es a través de la autopista A-23 de Sagunto a Somport hasta llegar a la altura de Segorbe, donde se enlaza con la carretera CV-215. El pueblo se encuentra a 72 km de Valencia y 47 km de Castellón de la Plana.